# Color (NEWSのアルバム)
『color』（カラー）は、日本の男性アイドルグループ、NEWSの3作目のオリジナルアルバム。2008年11月19日にジャニーズ・エンタテイメントから発売された。

## 概要
前作『pacific』から約1年ぶりのアルバム。「weeeek」から「Happy Birthday」までのシングルが4曲収録されている。ただし「太陽のナミダ」はコーラスアレンジを追加したアルバムバージョンを収録しており、シングルバージョンはアルバム未収録である。
ジャケットは初回限定盤と通常盤で異なり、初回盤仕様には、全32ページのブックレットを封入し、全14曲を収録。通常盤仕様には全16ページのブックレットを封入し、ボーナストラック「永遠色の恋」を入れた全15曲を収録している。
楽曲提供に伊集院静（伊達歩名義）、山下達郎、GReeeeN、SEAMOらがいる。

## チャート成績
発売初週に18.0万枚を売り上げ、2008年12/1付週間アルバムランキング1位を獲得した。

## 収録曲
※は通常盤のみ収録
1. weeeek [3:48]
作詞・作曲：GReeeeN、編曲：鈴木雅也／JIN
  - 7thシングル
  - 『RUSS-K』CMソング
2. STARDUST [4:13]
作詞：nami / PA-NON、作曲：渡辺拓也、編曲：中野雄太
3. SUMMER TIME [4:26]
作詞：zopp、作曲：Red-T、編曲：NAOKI-T、Rap詞：LOWARTH
  - 9thシングル
  - 『RUSS-K』CMソング
4. SNOW EXPRESS [4:15]
作詞：伊達歩、作曲：山下達郎、編曲：Stefan Engblom／Axel Bellinder、Rap詞：山下智久
  - 13thアルバム「NEWS EXPO」にて3人バージョンで再録されている。
5. Forever [4:34]
作詞：稀月真皓、作曲：野井洋児、編曲：中西亮輔、Rap詞：ヒロイズム、コーラスアレンジ：川村ゆみ
6. MOLA [3:33] - 山下智久
作詞・作曲・編曲：Daisuke "D.I" Imai、ストリングスアレンジ：クラッシャー木村
7. ケセナイ [5:55] - 手越祐也・錦戸亮・加藤成亮
作詞：Azuki、作曲・編曲：福士健太郎、ストリングスアレンジ：クラッシャー木村
8. ordinary [3:37] - 錦戸亮
作詞・作曲：錦戸亮、編曲：錦戸亮／林部直樹
9. みんながいる世界をひとつに 愛をもっとGive & Takeしましょう [4:21] - 増田貴久・山下智久・小山慶一郎
作詞：zopp、作曲：ヒロイズム、編曲：鈴木雅也
10. ムラリスト [4:02] - 小山慶一郎・加藤成亮
作詞・作曲：木下智哉、編曲：大久保薫
11. 太陽のナミダ [4:22]
作詞・作曲：カワノミチオ、編曲：m-takeshi、ストリングスアレンジ：CHICA strings、コーラスアレンジ：高橋哲也
  - 8thシングル

表記はないが、アルバムバージョンである。
12. Smile Maker [3:52]
作詞・作曲：0 SOUL 7、編曲：鈴木雅也、コーラスアレンジ：Ko-saku
  - 13thアルバム「NEWS EXPO」にて3人バージョンで再録されている。
13. Happy Birthday [3:50]
作詞：SEAMO、作曲：SEAMO／Shintaro”Growth”Izutsu、編曲：Shintaro”Growth”Izutsu、ブラス & ストリングスアレンジ：大坪直樹
  - 10thシングル
  - コーセー『HAPPY BATH DAY』CMソング
14. FLY AGAIN [3:26]
作詞：Azuki、作曲：ヒロイズム、編曲：NAOKI-T
15. 永遠色の恋 ※
作詞：m-takeshi、作曲：Stefan Aberg / Shusui、編曲：中西亮輔、コーラスアレンジ：高橋哲也
2004年オリジナル曲

## 映像作品
SNOW EXPRESS
- Never Ending Wonderful Story
- NEWS CONCERT TOUR pacific 2007 2008 -THE FIRST TOKYO DOME CONCERT
- NEWS LIVE DIAMOND
- NEWS DOME PARTY 2010 LIVE! LIVE! LIVE! DVD!
- NEWS LIVE TOUR 2015 WHITE
- BURN（初回盤B「STUDIO LIVE RECORDING」）
- NEWS 20th Anniversary LIVE 2023 in TOKYO DOME BEST HIT PARADE!!! 〜シングル全部やっちゃいます〜

Forever
- NEWS LIVE DIAMOND
- NEWS DOME PARTY 2010 LIVE! LIVE! LIVE! DVD!

MOLA
- NEWS LIVE DIAMOND
- NEWS DOME PARTY 2010 LIVE! LIVE! LIVE! DVD!

ケセナイ
- テゴマス 2nd ライブ テゴマスのあい
  - 手越がソロで披露

ordinary
- NEWS LIVE DIAMOND

みんながいる世界をひとつに 愛をもっとGive & Takeしましょう
- NEWS LIVE DIAMOND
- テゴマス 2nd ライブ テゴマスのあい
  - 増田がソロで披露

ムラリスト
- NEWS LIVE DIAMOND

Smile Maker
- NEWS LIVE DIAMOND
- NEWS LIVE TOUR 2012 〜美しい恋にするよ〜
- NEWS 20th Anniversary LIVE 2023 NEWS EXPO

FLY AGAIN
- NEWS LIVE DIAMOND

永遠色の恋
- NEWS CONCERT TOUR pacific 2007 2008 -THE FIRST TOKYO DOME CONCERT

## テレビ出演
Forever
- 『ザ少年倶楽部プレミアム』（2010年11月19日、NHK BSプレミアム）
テレビ初披露
- 『ザ少年倶楽部プレミアム』（2016年6月15日、NHK BSプレミアム）
4人体制 初披露

永遠色の恋
- 『ザ少年倶楽部』（2004年12月12日、NHK BSプレミアム）
錦戸、内は関ジャニ∞の仕事の為、6人で披露、テレビ 初披露

- 『ザ少年倶楽部』（2006年1月15日、NHK BSプレミアム）